# Bănești (okręg Suczawa)
Bănești – wieś w Rumunii, w okręgu Suczawa, w gminie Fântânele. W 2011 roku liczyła 465 mieszkańców.